# العملات التذكارية من اليورو الذهبي والفضي (موناكو)
العملات التذكارية الأوروبية الذهبية والفضية هي عملات يورو خاصة يقومون بسكها وإصدارها من قبل الدول الأعضاء في منطقة اليورو بشكل أساسي من الذهب والفضة مع أن استخدام معادن ثمينة أخرى أيضًا في مناسبات نادرة. كانت موناكو واحدة من أوائل الدول التي سُمح لها بإدخال اليورو (€) في عام 1918 يناير/كانون الثاني 2002 على الرغم من أنها ليست جزءاً رسمياً من منطقة اليورو. منذ ذلك الحين قامت مؤسسة مونيه دي باريس في فرنسا بسك إصدارات عادية من عملات اليورو الموناكوية المخصصة للتداول، وعملات اليورو التذكارية من الذهب والفضة.
تتمتع هذه العملات المعدنية الخاصة بمناقصة قانونية فقط في موناكو على عكس الإصدارات العادية لعملات اليورو الموناكوية والتي تتمتع بمناقصة قانوني في كل دولة من دول منطقة اليورو. وهذا يعني أن العملات التذكارية المصنوعة من الذهب والفضة لا يمكن استخدامها كعملة في بلدان أخرى. بما أن قيمتها الذهبية وقيمتها القابلة للتحصيل تتجاوز عمومًا قيمتها الاسمية إلى حد كبير فإن هذه العملات المعدنية غير مخصصة للاستخدام كوسيلة للدفع على الإطلاق على الرغم من أن ذلك يظل ممكنًا. ولهذا السبب عادة ما يطلق عليها اسم عملات هواة الجمع .
بالعادة تحتفل العملات المعدنية بالذكرى السنوية للأحداث التاريخية أو تلفت الانتباه إلى الأحداث الجارية ذات الأهمية الخاصة. وتسك موناكو في المتوسط نوعًا واحدًا من هذه العملات المعدنية سنويًا من الذهب والفضةوتتراوح قيمتها الظاهرية بين 5 إلى 100 يورو.

## الملخص
اعتباراُ من 28 في ديسمبر/كانون الأول 2008 سُكت سبعة إصدارات من العملات التذكارية لليورو في موناكو: واحدة في عام 2002 واثنتان في عام 2003 وواحدة في عام 2004 وواحدة في عام 2005 واثنتان في عام 2008. لا ينبغي الخلط بين هذه العملات التذكارية ذات القيمة العالية والعملات التذكارية بقيمة 2 يورو وهي عملات مخصصة للتداول ولها وضع العطاء القانوني في جميع بلدان منطقة اليورو.
يوضح الجدول التالي عدد العملات المعدنية التي قاموا بسكها سنويًا. في القسم الأول جمعت العملات المعدنية حسب المعدن المستخدم بينما في القسم الثاني تُجمع حسب قيمتها الاسمية.
| السنة                                           | إصدار                |     | المعدن | المعدن | المعدن |     | القيمة الاسمية | القيمة الاسمية | القيمة الاسمية | القيمة الاسمية |
| السنة                                           | إصدار                | ذهب | فضة    | أخرى   | €100   | €20 | €10            | €5             |                |                |
| 2002                                            | 1                    | 1   | –      | 1      | –      | –   |                |                |                |                |
| 2003                                            | 2                    | 1   | –      | 1      | –      | 1   | –              |                |                |                |
| 2004                                            | 1                    | –   | 1      | –      | 1      |     |                |                |                |                |
| 2005                                            | 1                    | 1   | –      | 1      | –      |     |                |                |                |                |
| 2006                                            | 0                    | –   | –      |        |        |     |                |                |                |                |
| 2007                                            | 0                    | –   | –      |        |        |     |                |                |                |                |
| 2008                                            | 2                    | 1   | –      | 1      | –      | 1   |                |                |                |                |
| المجموع                                         | 7                    | 4   | 3      | 0      | 1      | 2   | 2              | 2              |                |                |
| \| Coins were minted \| No coins were minted \| |                      |     |        |        |        |     |                |                |                |                |
| Coins were minted                               | No coins were minted |     |        |        |        |     |                |                |                |                |

## العملة 2002
| جولدن 20 يورو | جولدن 20 يورو             | جولدن 20 يورو                        | جولدن 20 يورو                 |
| --- | ------------------------- | ------------------------------------ | ----------------------------- |
| المصمم: غير متوفر | المصمم: غير متوفر         | دار سك العملة: موناي دي باريس        | دار سك العملة: موناي دي باريس |
| القيمة: 20 يورو | سبيكة: Au 900 (ذهب)       | الكمية: 3,500                        | الجودة: عملة اثبات            |
| صدرت: 2002 | القطر: 21 مـم (0.83 بوصة) | الوزن: 6.45 غ (0.23 أونصة؛ 0.21 ozt) | سعر السوق: 720-1150 يورو      |
| كانت هذه أول عملة تذكارية باليورو تصدرها موناكو. يظهر على الوجه الأمامي صورة الأمير الحاكم رينيه الثالث . على الجانب الخلفي، يظهر شعار النبالة لجريمالدي محاطًا بـ 12 نجمة تمثل الاتحاد الأوروبي وقيمته الاسمية 20 يورو. |                           |                                      |                               |

## العملة 2003
| الذكرى 1700 لوفاة سانت ديفوت | الذكرى 1700 لوفاة سانت ديفوت | الذكرى 1700 لوفاة سانت ديفوت       | الذكرى 1700 لوفاة سانت ديفوت  |
| --- | ---------------------------- | ---------------------------------- | ----------------------------- |
| المصمم: غير متوفر | المصمم: غير متوفر            | دار سك العملة: موناي دي باريس      | دار سك العملة: موناي دي باريس |
| القيمة: 5 يورو | سبيكة: Ag 900 (فضة)          | الكمية: 15000                      | الجودة: عملة اثبات            |
| صدرت: 2004 | القطر: 29 مـم (1.14 بوصة)    | الوزن: 12 غ (0.42 أونصة؛ 0.39 ozt) | سعر السوق: 400-465 يورو       |
| سانت ديفوتا (سانت ديفوت) (توفي حوالي عام 303 م) هو شفيع كورسيكا وموناكو. يقال أنها قُتلت أثناء اضطهاد دقلديانوس ومكسيميانوس . يتم التعرف عليها أحيانًا مع قديسة كورسيكية أخرى تدعى جوليا والتي تم وصفها في اللاتينية باسم ديو ديفوتا ("المكرسة لله"). صدرت هذه العملة المعدنية احتفالاً بالذكرى الـ 1700 لوفاتها. على الوجه الأمامي يظهر تمثال الأمير رينيه الثالث . على الوجه الخلفي يوجد تمثال للقديس. وإلى جوارها يوجد تمثيل للحمامة الأسطورية التي ترشد القارب بأمان إلى ساحل موناكو. |                              |                                    |                               |

## عملة 2004
| الذكرى 1700 لوفاة سانت ديفوت | الذكرى 1700 لوفاة سانت ديفوت | الذكرى 1700 لوفاة سانت ديفوت       | الذكرى 1700 لوفاة سانت ديفوت  |
| --- | ---------------------------- | ---------------------------------- | ----------------------------- |
| المصمم: غير متوفر | المصمم: غير متوفر            | دار سك العملة: موناي دي باريس      | دار سك العملة: موناي دي باريس |
| القيمة: 5 يورو | سبيكة: Ag 900 (فضة)          | الكمية: 15000                      | الجودة: غملة اثبات            |
| صدرت: 2004 | القطر: 29 مـم (1.14 بوصة)    | الوزن: 12 غ (0.42 أونصة؛ 0.39 ozt) | سعر السوق: 400-465 يورو       |
| سانت ديفوتا (سانت ديفوت) (توفي حوالي عام 303 م) هو شفيع كورسيكا وموناكو. يقال أنها قُتلت أثناء اضطهاد دقلديانوس ومكسيميانوس . يتم التعرف عليها أحيانًا مع قديسة كورسيكية أخرى تدعى جوليا والتي تم وصفها في اللاتينية باسم ديو ديفوتا ("المكرسة لله"). صدرت هذه العملة المعدنية احتفالاً بالذكرى الـ 1700 لوفاتها. على الوجه الأمامي يظهر تمثال الأمير رينيه الثالث . على الوجه الخلفي يوجد تمثال للقديس وإلى جوارها يوجد تمثيل للحمامة الأسطورية التي ترشد القارب بأمان إلى ساحل موناكو. |                              |                                    |                               |

## عملة 2005
| الأمير رينيه الثالث | الأمير رينيه الثالث       | الأمير رينيه الثالث                  | الأمير رينيه الثالث           |
| --- | ------------------------- | ------------------------------------ | ----------------------------- |
| المصمم: غير متوفر | المصمم: غير متوفر         | دار سك العملة: موناي دي باريس        | دار سك العملة: موناي دي باريس |
| القيمة: 10 يورو | سبيكة: Au 900 (ذهب)       | الكمية: 3,313                        | الجودة: عملة اثبات            |
| صدرت: 2005 | القطر: 18 مـم (0.71 بوصة) | الوزن: 3.22 غ (0.11 أونصة؛ 0.10 ozt) | سعر السوق: 189-300 يورو       |
| صدرت هذه العملة بمناسبة وفاة الأمير رينيه الثالث . على الوجه الأمامي للعملة يظهر الأمير السابق. يظهر على الوجه الخلفي شعار النبالة لغريمالدي مع القيمة الاسمية للعملة المعدنية 10 يورو. |                           |                                      |                               |

## عملة 2008
| المصمم: غير متوفر | المصمم: غير متوفر         | دار سك العملة: موناي دي باريس      | دار سك العملة: موناي دي باريس                  |                             |                             |                             |                             |
| القيمة: 10 يورو | سبيكة: Ag 900 (فضة)       | الكمية: 4000                       | الجودة: عملة اثبات                             |                             |                             |                             |                             |
| صدرت: 2011 | القطر: 37 مـم (1.46 بوصة) | الوزن: 25 غ (0.88 أونصة؛ 0.80 ozt) | قيمة الإصدار: 110 يورو سعر السوق: 375-450 يورو | الأمير ألبرت الثاني (الذهب) | الأمير ألبرت الثاني (الذهب) | الأمير ألبرت الثاني (الذهب) | الأمير ألبرت الثاني (الذهب) |
| المصمم: غير متوفر | المصمم: غير متوفر         | دار سك العملة: موناي دي باريس      | دار سك العملة: موناي دي باريس                  |                             |                             |                             |                             |
| على الوجه الأمامي للعملة تم تصوير صورة الأمير ألبرت الثاني مع اسمه مكتوبًا أعلى العملة. يظهر على الوجه الخلفي شعار النبالة الخاص بجريمالدي ويمكن رؤية حوله عبارة " أميرة موناكو " (إمارة موناكو) مع قيمتها الاسمية 5 يورو و20 يورو على التوالي. |                           |                                    |                                                |                             |                             |                             |                             |

## عملة 2011
| الأمير ألبرت الثاني (فضي) | الأمير ألبرت الثاني (فضي) | الأمير ألبرت الثاني (فضي)          | الأمير ألبرت الثاني (فضي)                      |
| --- | ------------------------- | ---------------------------------- | ---------------------------------------------- |
| المصمم: غير متوفر | المصمم: غير متوفر         | دار سك العملة: موناي دي باريس      | دار سك العملة: موناي دي باريس                  |
| القيمة: 10 يورو | سبيكة: Ag 900 (فضة)       | الكمية: 4000                       | الجودة: عملة اثبات                             |
| صدرت: 2011 | القطر: 37 مـم (1.46 بوصة) | الوزن: 25 غ (0.88 أونصة؛ 0.80 ozt) | قيمة الإصدار: 110 يورو سعر السوق: 375-450 يورو |
| المصمم: غير متوفر | المصمم: غير متوفر         | دار سك العملة: موناي دي باريس      | دار سك العملة: موناي دي باريس                  |
| على الوجه الأمامي تم تصوير الصور الملتصقة لألبرت الثاني، أمير موناكو والأميرة تشارلين مع النص المبدأ الأساسي موناكو (إمارة موناكو) فوق الصور الشخصية. على الوجه الخلفي تظهر الأحرف الأولى من اسمي الزوجين برينكلي على اليمين، وتظهر فئة 10 يورو على يسار الأحرف الأولى وسنة الإصدار 2011 أسفل التصميم الأساسي. تزوج صاحب السمو الملكي الأمير ألبرت الثاني من خطيبته الآنسة تشارلين ويتستوك من جنوب أفريقيا في حفل مدني في مونتي كارلو في الأول من يوليو 2011 وفي حفل ديني في قصر برينسيبي في الثاني من يوليو. كما تم إصدار عملة معدنية بقيمة 2 يورو مخصصة للتداول وهواة الجمع بتصميم مماثل للاحتفال بهذه المناسبة. |                           |                                    |                                                |

## عملة 2012
| الأمير ألبرت الثاني (فضي) | الأمير ألبرت الثاني (فضي) | الأمير ألبرت الثاني (فضي)          | الأمير ألبرت الثاني (فضي)                   |
| --- | ------------------------- | ---------------------------------- | ------------------------------------------- |
| المصمم: غير متوفر | المصمم: غير متوفر         | دار سك العملة: موناي دي باريس      | دار سك العملة: موناي دي باريس               |
| القيمة: 10 يورو | سبيكة: Ag 900 (فضة)       | الكمية: 6,500                      | الجودة: عملة اثبات                          |
| صدرت: 2012 | القطر: 37 مـم (1.46 بوصة) | الوزن: 25 غ (0.88 أونصة؛ 0.80 ozt) | قيمة الإصدار: 110 يورو سعر السوق: €110-€125 |
| المصمم: غير متوفر | المصمم: غير متوفر         | دار سك العملة: موناي دي باريس      | دار سك العملة: موناي دي باريس               |
| على الوجه الأمامي صورة جانبية لهونوري الثانيأمير موناكو وفوق الصورة النص "1612 أونوريه الثاني أمير موناكو 2012". على الجانب الخلفي يوجد شعار موناكو المتوج مع شعار"ديو جوفانتي" . تظهر فئة 10 يورو على يسار الشعار. تم وضع النص "أمير موناكو" على طول الحافة العلوية فوق الشعار. تم إصدار العملة الفضية لهواة الجمع في الأول من ديسمبر للاحتفال بالذكرى السنوية الـ 400 للاستخدام الأول للقب "الأمير السيادي" من قبل أونوريه الثاني لورد موناكو الذي حكم من عام 1604 حتى عام 1662. |                           |                                    |                                             |